# Gilles Saussier

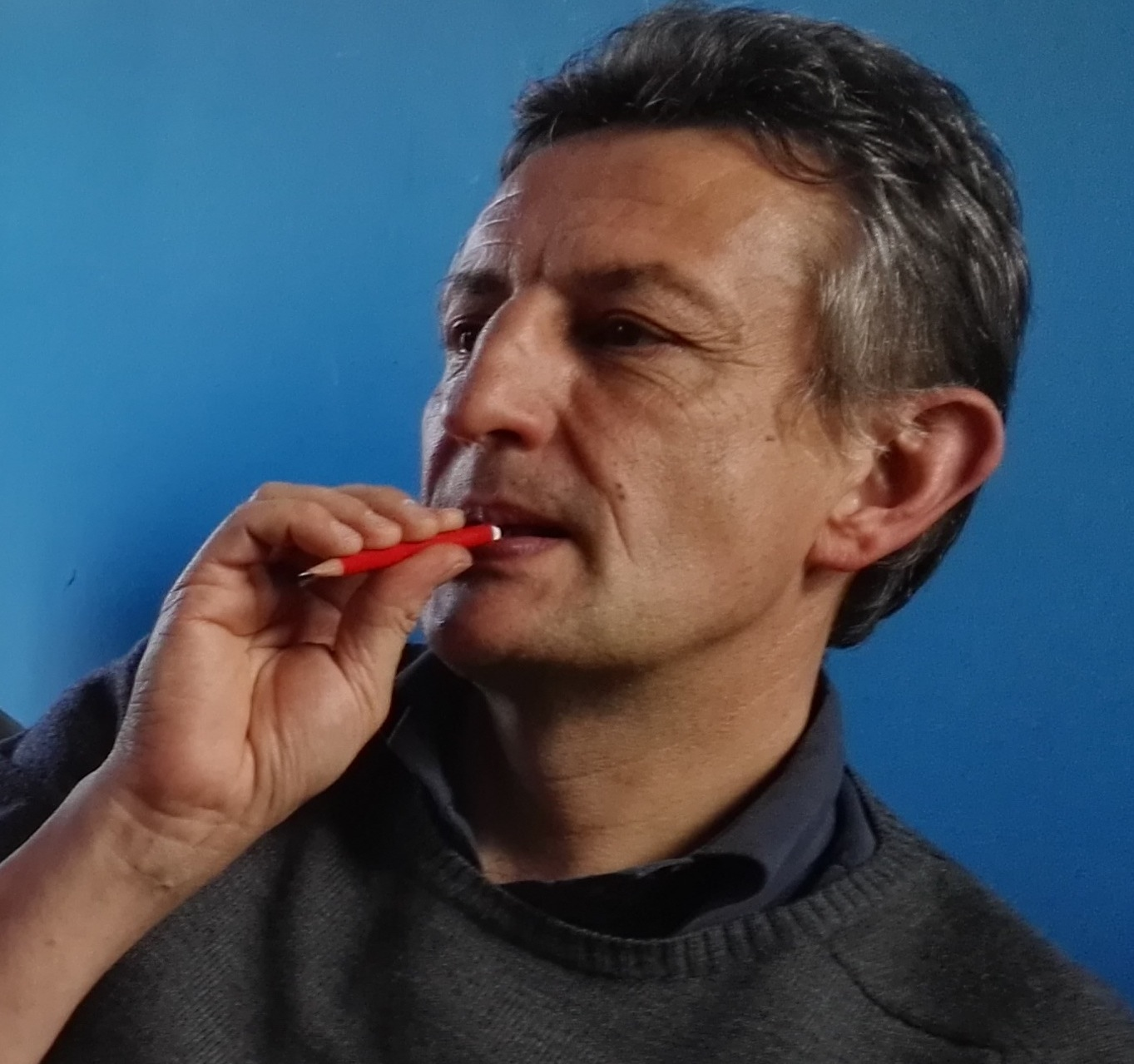
Gilles Saussier

Gilles Saussier (* 1965 in Suresnes) ist ein französischer Fotograf, Konzeptkünstler und Hochschullehrer.

## Leben und Werk
Nach seiner Tätigkeit als Fotograf für Gamma Press Images hat sich Gilles Saussier 1994 auf eine stärker konzeptuelle Form der Fotografie – zwischen Dokumentarfotografie und visuelle Anthropologie – konzentriert. 1995 und 1996 lebte Saussier in Dhaka, Bangladesch und arbeitete dort an dem Projekt Living in the Fringe, einem Werkkomplex von Landschaftsporträts. Shakara Bazaar (begonnen 1996) ist ein fortlaufendes Ausstellungsprojekt in den Straßen von Alt-Dakar, bei dem die Fotografien Saussiers an die Bewohner verteilt werden. Die Serie Retour aux Pays/Zurück zur Landschaft(1999) ist im Tal der Epte fotografiert. Gilles bezeichnet seine Porträts von Jägern, Bauern, Fischern und Gärtnern als Panoramaporträts bei geschlossenen Augen.
Saussier lehrt an der École nationale supérieure de la photographie in Arles.
2002 war Gilles Saussier Teilnehmer der Documenta11 in Kassel, 2005 an der Ausstellung Covering the real im Kunstmuseum Basel und 2008 an L’archive universelle. la condition du document et l’utopie photographique moderne (2008) im Museu d’Art Contemporani de Barcelona teil.